# Charczowyk Kercz
Charczowyk Kercz (ukr. Футбольний клуб «Харчовик» Керч, Futbolnyj Kłub "Charczowyk" Kercz) – ukraiński klub piłkarski z siedzibą w Kerczu, w Republice Autonomicznej Krymu.

## Historia
Chronologia nazw:
- 193?—19??: Charczowyk Kercz (ukr. «Харчовик» Керч)

Drużyna piłkarska Charczowyk Kercz (ros. Пищевик Керчь, Piszczewik Kiercz) została założona w mieście Kercz w latach 30. XX wieku. Zespół występował w rozgrywkach lokalnych. W 1938 startował w Pucharze ZSRR. Potem kontynuował występy w rozgrywkach Mistrzostw i Pucharu obwodu krymskiego, dopóki nie został rozwiązany.

## Sukcesy
- 1/128 finału Pucharu ZSRR:

1938